# Médaille de la campagne du Vietnam
La médaille de campagne de la République du Viêt Nam, également connue sous le nom de médaille de campagne du Viêt Nam (en vietnamien: Chiến Dịch Bội Tinh - en anglais: Vietnam Campaign Medal), est une médaille militaire de campagne sud-vietnamienne qui a été créée en 1949 et décernée  pendant la Première Guerre d'Indochine. Pendant la guerre du Viêt Nam (deuxième guerre d'Indochine), le gouvernement de la République du Viêt Nam (RNV) a décerné la médaille de campagne de la République du Viêt Nam avec dispositif "(1960- )" aux membres de l'armée sud-vietnamienne pour leur service en temps de guerre et, le 24 mars 1966, aux membres de l'armée américaine pour leur soutien aux opérations au Viêt Nam. En mai 1966, d'autres militaires étrangers alliés sont devenus éligibles à la médaille.
La médaille a été décernée pour deux périodes différentes de service au Viêt Nam. La première période était comprise entre le 8 mars 1949 et le 20 juillet 1954. La seconde période s'étendait du 1er janvier 1960 à la fin de la guerre du Viêt Nam (la date devait être fixée à la fin de la guerre et à la défaite du Nord-Viêt Nam). Le 30 avril 1975, Saigon a été capturée par l'armée nord-vietnamienne et le Sud-Vietnam a capitulé et s'est dissous. La médaille n'a pas été décernée après le 28 mars 1973, date à laquelle les dernières troupes américaines ont quitté le Sud-Vietnam conformément aux accords de paix de Paris.

## Critères d'attribution

### Guerre d'Indochine
La médaille de campagne de la République du Viêt Nam a été créée par ladite République en 1949 et fabriquée en France. Les militaires français engagés aux côtés des sud-vietnamiens étaient a priori éligibles mais n'ont pas été autorisés à porter cette médaille qui faisait double emploi avec la médaille commémorative française et la Médaille Coloniale avec agrafe Extrême-Orient.
L'agrafe "1949-1954" à placer sur le ruban, sera créée plus tardivement par le Mémorandum 2655 des Forces armées de la République du Viêt Nam du 8 octobre 1965 pour distinguer le premier conflit dit "Guerre d'Indochine" du second débuté en 1960 et désigné sous le nom de "Guerre du Vietnam".

### Guerre du Viêt Nam
Pendant la guerre du Viêt Nam, la médaille de campagne de la République du Viêt Nam avec dispositif (1960-) a été fabriquée aux États-Unis et régie par les décrets de la République du Viêt Nam n° 149/SL/CT du 12 mai 1964 et n° 205/CT/LDQG/SL du 2 décembre 1965. La médaille a été créée par l'ordre des forces armées de la République du Viêt Nam n° 48 du 24 mars 1966. La médaille est décernée au personnel militaire, tant sud-vietnamien pour douze mois de service en temps de guerre sur le terrain:11 et les militaires étrangers alliés qui ont participé directement pendant six mois à "une campagne militaire de grande envergure pendant certaines périodes". Tous les membres du personnel de la RVN et des forces étrangères ayant servi moins de six mois doivent remplir les conditions suivantes: 
- avoir été blessés par une force hostile ;
- avoir été capturés par des forces hostiles, mais s'être ensuite échappés,
- avoir été secourus ou libérés ;
- avoir été tués au combat ou dans l'exercice de leurs fonctions[3]:127.

Décernée en une seule classe, la médaille a été décernée sous l'autorité du chef de l'état-major général interarmées des forces armées de la République du Viêt Nam.

#### États-Unis
La loi publique 88-257 a permis au personnel militaire américain d'accepter la médaille pour le service effectué au Viêt Nam entre le 1er mars 1961 et le 28 mars 1973 inclus. De mars 1966 à mars 1973, la médaille a également été décernée à tout militaire qui, pendant qu'il servait en dehors des limites géographiques de la République du Viêt Nam, a apporté un soutien direct au combat aux forces armées de la République du Viêt Nam pendant six mois. Cette stipulation s'appliquait le plus souvent aux membres qui apportaient un soutien pendant la guerre du Viêt Nam à partir de la 7e flotte (US Seventh Fleet - tous les membres de la flotte servant au large des côtes du Viêt Nam), de la Thaïlande et de Guam (équipages aériens si les avions sortaient de Thaïlande et de Guam ; pas de personnel de soutien au sol):5–6, 17–18, et Japon. Dans de tels cas, un membre du service américain doit satisfaire aux critères établis pour la Armed Forces Expeditionary Medal (Médaille expéditionnaire des forces armées) avec agrafe "Vietnam" ou la Vietnam Service Medal (Médaille du service au Vietnam) pendant la période de service requise pour se qualifier pour la Médaille de la campagne de la République du Viêt Nam.
Le personnel affecté en République du Viêt Nam le 28 janvier 1973 devait remplir l'une des conditions suivantes : avoir servi au moins 60 jours en République du Viêt Nam à cette date ; avoir servi au moins 60 jours en République du Viêt Nam pendant la période allant du 28 janvier 1973 au 28 mars 1973 inclus:127. 

#### Australie
La médaille de campagne de la République du Viêt Nam a été décernée au personnel militaire australien pour son service au Sud-Viêt Nam entre le 31 juillet 1962 et le 28 mars 1973. Les conditions d'attribution étaient les suivantes: 
- au moins 181 jours de service, soit continus, soit cumulés,
- avoir été tué en service actif (killed on active service - KIA) ou blessé au combat (y compris les blessures psychologiques)[2]:44 et évacué (l'évacuation médicale autre que la blessure ne remplit pas les conditions d'obtention de la médaille) ;
- capturé puis libéré ou évadé.

#### Nouvelle-Zélande
La médaille de campagne de la République du Viêt Nam était appelée "médaille de campagne vietnamienne de Nouvelle-Zélande":16 (nommée South Vietnamese Campaign Medal par les forces néo-zélandaises au Sud-Vietnam). La médaille a été décernée aux forces néo-zélandaises pour le service au Viêt Nam pendant six mois entre 1964 (arrivée au Viêt Nam en juin 1964) et 1973 (départ du Viêt Nam le 22 décembre 1972). Le port de la médaille a été approuvé en 1966.

## Aspect de la médaille
La médaille de campagne de la République du Viêt Nam est faite d'un métal doré en forme d'étoile émaillée blanche à six branches de 36 mm de large, avec six rayons dorés entre les branches de l'étoile. Au centre de l'étoile se trouve un disque de 18 mm de couleur verte portant une carte du Viêt Nam de couleur dorée avec trois flammes peintes en rouge entre le Nord et le Sud du Viêt Nam, représentant les trois régions du Viêt Nam. Le revers de la médaille est un cercle portant l'inscription "Chiến Dịch" (Campagne) en haut et "Bội Tinh" (Médaille) en bas, avec le mot "VIET-NAM" au centre. Le ruban de suspension et de service de la médaille est vert (pour représenter la liberté) avec trois bandes verticales blanches (pour représenter la pureté).
Dispositifs du ruban
Le Mémorandum 2655 des Forces armées de la République du Viêt Nam (8 octobre 1965) autorise deux séries de deux dispositifs plaqués argent (1 13⁄64" de large et 19⁄32" de large) pour le ruban de suspension de la médaille, le ruban de service de la médaille et le ruban de suspension de la médaille miniature, afin d'indiquer deux périodes distinctes de lutte contre le communisme au Sud-Viêt Nam. Les deux séries de dispositifs, s'ils sont autorisés, peuvent être portés sur les rubans.
- Période 1 : 8 mars 1949 - 20 juillet 1954 : La décoration 1949-54 est portée sur le ruban de suspension de la médaille et la décoration 49-54 est portée sur le ruban de service de la médaille et sur le ruban de suspension de la médaille miniature[lower-alpha 1]. Le port de ces décorations n'est pas autorisé pour le personnel militaire américain[8].
- Période 2 : 1er janvier 1960 - fin de la guerre : L'insigne de 1960 est porté sur le ruban de suspension de la médaille et l'insigne de 60 est porté sur le ruban de service de la médaille et sur le ruban de suspension de la médaille miniature[lower-alpha 1].

Cette apparence inhabituelle est due au fait que le gouvernement de la République du Viêt Nam a déclaré que les insignes 1960 et 60 indiqueraient les dates de la guerre du Viêt Nam du début à la fin, l'année de fin étant placée sur les insignes lorsque les Sud-Vietnamiens ont vaincu les forces d'invasion du Nord-Viêt Nam (République démocratique du Viêt Nam). Cependant, le 30 avril 1975, la capitale sud-vietnamienne de Saigon a été capturée et le Sud-Vietnam s'est rendu ce jour-là à l'armée nord-vietnamienne sous les ordres du général Duong Van Minh, qui était le président du Sud-Vietnam depuis le 28 avril.

## Ordre d'usage
La médaille de campagne de la République du Viêt Nam est considérée comme une distinction étrangère par les gouvernements des États-Unis, de la Corée du Sud, de l'Australie et de la Nouvelle-Zélande. La distinction équivalente décernée par les forces armées américaines est connue sous le nom de "Vietnam Service Medal" (médaille du service au Viêt Nam). La médaille de campagne commune à l'Australie et à la Nouvelle-Zélande décernée pour les services rendus pendant la guerre du Viêt Nam est la Vietnam Medal (médaille du Viêt Nam), le service de soutien australien étant reconnu par la Vietnam Logistic and Support Medal (médaille de logistique et de soutien du Viêt Nam).
| Pays                                                                                             | Précédent | Suivant                                                                |
| Vietnam du Sud Ordre de préséance                                                                | Médaille de bonne conduite | Médaille du Service militaire                                          |
| États-Unis Ordre de priorité                                                                     | Multinational Force and Observers Medal (Army):17 Inter-American Defense Board Medal (Navy/Marine Corps), Multilateral Organization Awards (Air Force) | Saudi Arabian Kuwait Liberation Medal:17,                              |
| Nouvelle-Zélande Portés dans l'ordre de la date d'attribution Classement par ordre chronologique | Korean War Service Medal | Zimbabwe Independence Medal (Approuvé pour une utilisation restreinte) |